# Валун
Валунът е голямо заоблено парче скала с диаметър над 20 см. Заоблената му форма се получава при транспортиране от ледници или водни потоци на дълги разстояния, както и под въздействието на вятъра в пустинни условия. Срещат се в състава на ледниковите отлагания, алувиалните, пролувиалните и делувиалните наноси. Тези, които са влачени от ледници се наричат още ератически (от латински erraticus – блуждаещ).

## Описание
Известни са валуни с ледников произход, които достигат до големина от 7 – 9 м. Обемът им варира от няколко кубични сантиметра до 5000 м3 и повече. Съставени са от сравнително редки скали или минерали, които обикновено са трайни и много здрави. Най-често това са гранит, диорит, кварцит, базалт, мрамор, яспис, мигматит, пясъчник и други.
Ледниковите валуни са полирани и понякога по тях има бразди и драскотини, получени при движението с ледниковите маси. По тях може да се определи направлението и посоката, в която са се придвижвали и да се открие местоположението на оголванията на скали и руди. По този начин те могат да дадат насока при търсенето на минерални и рудни изкопаеми. Валуните лежат обикновено на повърхността на земята, понякога на определена дълбочина, намират се и по дъното на реки, езера и други водоеми.

## Употреба
Валуните се използват в строителството, главно в случаите, когато е необходима надеждна устойчивост на удар и триене, например при изграждането на градски мостове. При направата на каменна зидария и облицовка се влагат само току-що нарязани, тъй като в противен случай сцеплението между гладките им повърхности и слепващия разтвор става по-трудно.
Употребяват се за получаване на натрошен камък, при изграждането на фундаменти, прегради, укрепване на земни склонове, като запълващ материал при язовирите, при ландшафтния дизайн и други. В някои случаи те могат да представляват интерес и като суровина за облицовъчен камък. Валуните намират приложение и при изработката на фонтани, изкуствени водопади, огради, подпорни стени, габиони и други.

## Известни валуни
- Най-големият валун в света се намира в пустинята Мохаве в Калифорния, САЩ. Наречен е Giant Rock (Гигантската скала) и е съставен от светъл гранит. Височината му е колкото на 7-етажен блок, а площта, която заема, е 540 м2. Гигантската скала е била смятана за най-големия свободно стоящ камък в света, докато през 2000 г. голямо парче от нея не се е откъснало.[5]
- Ехалкиви е най-големият валун в Балтийските страни, а по някои данни – и в Северна Европа и се намира близо до град Кунда в Естония. Обемът му е 930 м3, височината – 7,5 м, дължината – 16,5 м, ширината – 14 м и обиколката – 48,5 м. Състои се от пегматит и се намира на пясъчния, скалист плаж на Балтийско море. В зависимост от сезона, той е ту във водата, ту извън нея. До настоящото си местоположение скалата е пренесена през Ледниковия период от южния бряг на Финландия.[1][6]
- В Новгородска област на Русия се намира валунът Камен с формата на почти правилен паралелепипед и равна, изгладена повърхност. Официално е обявен за природен паметник от регионално значение. Височината му е 5 м, дължината – 9 м, обиколката на върха – 32 м, а дълбочината на подземната му част е неизвестна.[2]
- В Гродненска област на Русия е открит валун с издялано върху него стихотворение на беларуски, написано с латиница през 1828 г. Съдържа обръщение към хората да пазят природата.[7]

- Булският камък, село Розино, област Пловдив
- Сейд край Мурманск
- Валун в Норвегия
- Валун в Норвегия
- Речни валуни в Куинсланд, Австралия
- Валуни на хълмовете Махендра в Индия